# Ion Caraion
Ion Caraion (né à Rușăvăț dans le județ de Buzău en 1923 et mort à Lausanne en 1986) est l'un des principaux poètes roumains du XXe siècle.
Auteur d'une vingtaine de recueils de poèmes, de plusieurs essais et de nombreuses traductions, il a choisi de s'exiler en Suisse, après avoir passé onze années dans les prisons de son pays, pour s'être opposé au régime communiste roumain. Il a créé les revues internationales Agora, Correspondances, 2 Plus 2 et Don Quichotte.

## Traductions françaises
- Le chant de l'unique, poèmes, édition bilingue, versions françaises de Jean Malrieu, Vahé Godel, Margareta Sterian, Alain Bosquet, Jean-Claude Renard, Georges Badin, Éditions Eminescu, 1979.
- Hommage à Ion Caraion, par Michel Butor, Andrée Chedid, André Doms, André Frénaud, David Gascoyne, Anise Koltz, Michael Hamburger, Joyce Mansour, Pierrette Micheloud, Robert Pinget, Jean Rousselot, Jude Stéfan, Jean-Pierre Vallotton, etc., Presses Centrales Lausanne, 1984.
- La terre a mangé ses fontaines, poèmes, adaptation française et préface de Vahé Godel, Maison Internationale de la Poésie, Bruxelles, 1985.
- L'am-stram-gramité, poèmes, adaptations françaises de Georges-Emmanuel Clancier, Vahé Godel, Horia Liman, Jean Malrieu, Robert Marteau, Janine Mitaud, Danielle Obadia, A. Rapaport, Jean-Claude Renard, Pierre Oster et Jean-Pierre Vallotton, Editions Jean-Marie Bouchain, 1985.
- La neige qui jamais ne neige et autres poèmes, préface et traduction de Jean-Pierre Vallotton, L'Age d'homme, 1992.
- Le livre des poèmes perdus (prose) suivi de Peu d'oiseaux et autres poèmes, préface et traduction de Jean-Pierre Vallotton, Librairie Bleue, 1995.